# BNXT League Most Valuable Player
De BNXT League Most Valuable Player is een jaarlijkse basketbalprijs die wordt uitgereikt aan de beste speler van de reguliere competitie uit de BNXT League. De basketbalprijs is geldig voor zowel de Nederlandse als Belgische competitie. De prijs werd voor het eerst uitgereikt met de start van de BNXT League in het seizoen 2021/22.

## Erelijst
| Seizoen | Speler           | Pos.    | Nationaliteit    | Club                | Ref.  |
| ------- | ---------------- | ------- | ---------------- | ------------------- | ----- |
| 2021/22 | Levi Randolph    | SG / SF | Verenigde Staten | BC Oostende         | [ 1 ] |
| 2022/23 | Brian Fobbs      | SG      | Verenigde Staten | Kangoeroes Mechelen | [ 2 ] |
| 2023/24 | Damien Jefferson | SF      | Verenigde Staten | BC Oostende         | [ 3 ] |
| 2024/25 | Timmy Allen      | SF      | Verenigde Staten | BC Oostende         | [ 4 ] |

## Winnaars per club
| Aantal | Club                | Jaren            |
| ------ | ------------------- | ---------------- |
| 3      | BC Oostende         | 2022, 2024, 2025 |
| 1      | Kangoeroes Mechelen | 2023             |